# Magnus Gustav von Essen

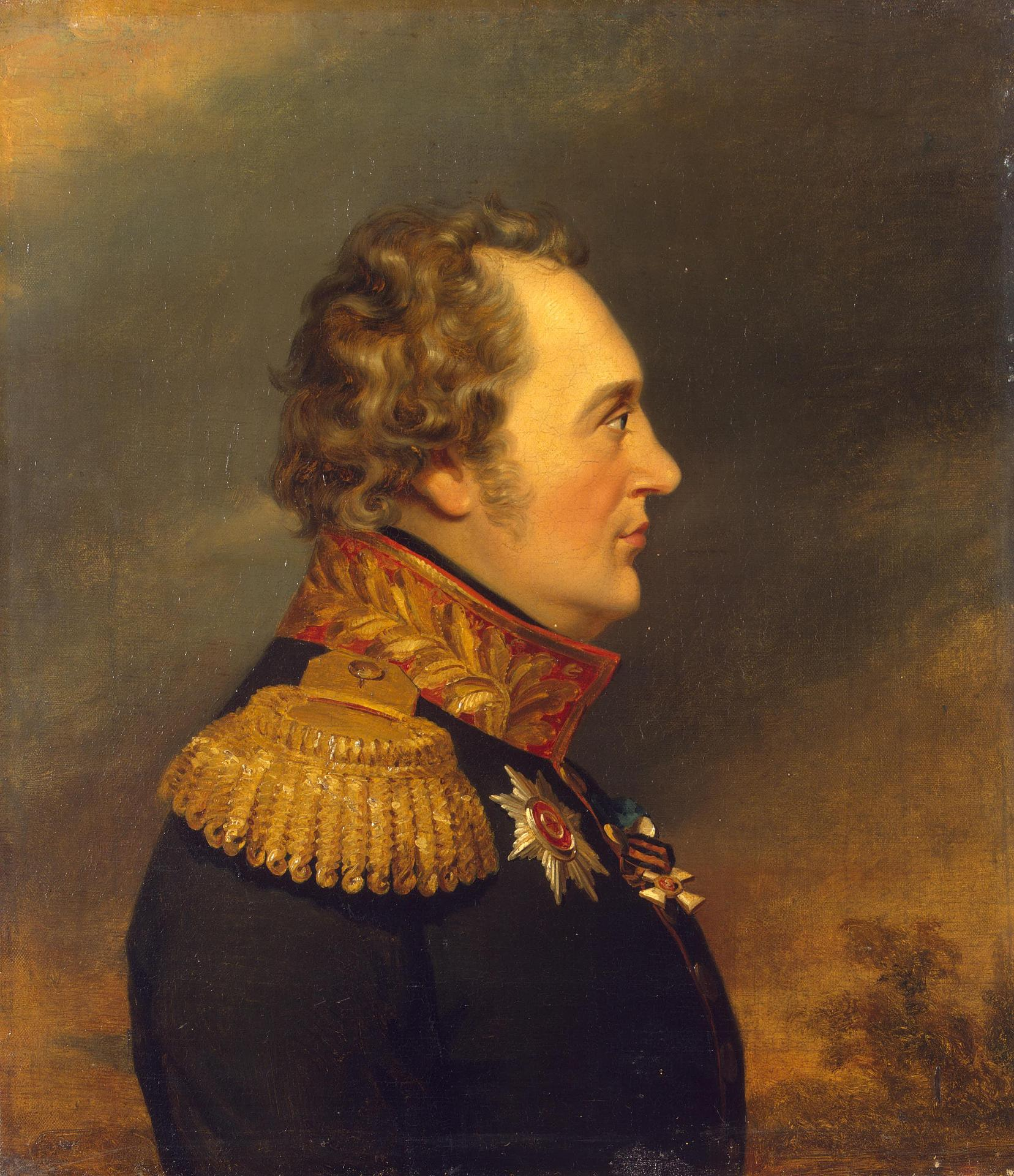
Generalleutnant Magnus Gustav von Essen (1758–1813)

Magnus Gustav von Essen (russisch Иван Николаевич Эссен) (* 19. September 1758 auf Pöddes, Estland; † 8. Juli 1813 in Baldohn, Kurland) war ein russischer Generalleutnant und zuletzt Militärgouverneur von Riga, sowie Besitzer des Gutes Asserien. Er war Träger des Alexander-Newski-Ordens und St.-Annen-Ordens 1. Klasse mit Diamanten.

## Herkunft
Magnus Gustav von Essens Eltern waren Klaus Gustav von Essen (1720–1777) und dessen Ehefrau Magdalena Elisabeth von Stackelberg (* 27. Mai 1727). Sein Vater war Erbherr auf Pöddes und Asserien (Estland) sowie russischer Seconde-Major und estländischer Landrat.

## Leben
Magnus Gustav von Essen trat am 20. Februar 1772 in das Garde-Regiment Izmajlov ein und war dort zunächst einfacher Soldat. Am 12. November 1775 wurde er Leutnant im Infanterie-Regiment Nasheburg. Am 26. Juni 1786 wurde er als Premier-Major verabschiedet. 
Von 1788 bis 1790 kämpfte Essen als Premier-Major des Estländischen Jägerkorps im Russisch-Schwedischen Krieg in Finnland. Er kämpfte bei Abber-Fors, Wolkolabi und Tranzund. Von 1792 bis 1794 nahm er als Oberstleutnant an den Kämpfen in Polen teil. Er kämpfte bei Selvi und Wilna. Im Jahr 1794 wurde er Oberst für seine Tapferkeit in der Schlacht von Kobylka; zudem erhielt er am 26. September 1794 den St.Georgs-Orden 4. Klasse für Maciejovice. Am 26. September 1794 wurde er in das St. Petersburger Grenadier-Regiment versetzt, das er dann von 1797 bis 1797 kommandierte.
Am 12. Oktober 1797 wurde Essen zum Generalmajor befördert und zum Kommandeur des Regiments Černigov ernannt. Er führte 1799 im russischen Landungskorps in Holland die 1. Division und war nach der Gefangennahme des Generals Hermanns auch Befehlshaber. Er kämpfte siegreich im 2. Gefecht bei Bergen op Zoom, dafür wurde er zum Generalleutnant befördert und erhielt den St.-Annen-Orden 1. Klasse. Aber wegen seiner Beschwerden über die Engländer fiel er beim Zaren Paul I. in Ungnade und wurde am 10. November 1799 auf Betreiben des russischen Botschafters in England Vorontsow als Befehlshaber abgesetzt. Aber am 14. November 1800 wurde er rehabilitiert und wieder als Chef des Regiments Černigov eingesetzt. Am 5. Juli 1802 kam er als Militärgouverneur und Inspekteur der Infanterie nach Smolensk. Danach wurde er zum Militärgouverneur von Podolien und Wolhynien ernannt, dazu war er von 1803 bis 1810 in Kamenez-Podolsk stationiert. Zudem war er Inspekteur der Infanterie in der Dnesterinspektion. 
Während des Dritten Koalitionskrieges befehligte Essen 1805 ein Reservekorps, das der ersten russischen Armee zugeordnet war, die in der Schlacht bei Dürnstein die Franzosen besiegte. Von dort marschierte das Korps nach Mähren und befand sich während der Schlacht bei Austerlitz noch 60 Kilometer von Austerlitz entfernt, so dass es nicht eingreifen konnte. Im Jahr 1806 wurde er Kommandeur der Infanterie im I. Korps der Moldauarmee und eroberte Chotyn, wofür er den St.Wladimir-Orden 2. Klasse erhielt. Während des Vierten Koalitionskrieges in den Jahren 1806 und 1807 wurde er mit einem Reservekorps an der Westgrenze stationiert. Im Jahr 1807 kam er aber dann krankheitshalber als General du Jour zur Hauptarmee. In der Schlacht bei Friedland wurde er schwer verwundet. Aber 1809 kam er als Kommandeur zum Reservekorps bei Moldau, blieb dort aber untätig. 
Im Jahr 1810 wurde Essen als Militärgouverneur nach Riga versetzt, von Mai bis Oktober 1812 war er Befehlshaber sowohl über die Truppen als auch Ziviloberbefehlshaber in Liv- und Kurland. Er sicherte Riga mit schwachen Kräften und knüpfte in der Zeit auch erste Verbindungen zu den preußischen Truppen und ihrem Kommandeur Ludwig Yorck von Wartenburg, die mit der französischen Armee kämpften. Als sich die Preußen Riga näherten, ließ er die Vorstädte abbrennen, um ein freies Schussfeld zu bekommen und dem Gegner keine Deckung zu bieten. Die Preußen griffen Riga letztlich nicht an, daher wurde Essen wegen des Abbrennens der Vorstädte Rigas angefeindet und abgelöst. Im Januar 1813 wurde er krankheitshalber beurlaubt und ertrank während einer Badekur, was als Selbstmord interpretiert wurde. 
Magnus Gustav von Essen wurde in St. Jürgens in Estland begraben.

## Familie
Magnus Gustav von Essen heiratete am 19. September 1796 Margaretha von Stackelberg (* 1760; † 19. Mai 1841),  Witwe des Friedrich von der Howen († 1793), Erbin von Wait und Arrowal in Estland. Das Paar hatte eine Tochter:
- Elisabeth Anna Dorothea (* 10. September 1797; † 22. Januar 1820) ⚭ 1817 Carl Magnus von der Pahlen (* 2. März 1779; † 1. Juni 1863)